# Бондар Микола Сергійович
Микола Сергійович Бо́ндар (нар. 22 травня 1990, Київ — 15 лютого 2020, Київ) — український фігурист, виступав у чоловічому одиночному катанні. Бронзовий призер чемпіонату України 2008 та 2009 років, учасник юніорського чемпіонату світу-2008.

## Життєпис
Фігурним катанням почав займатися у 1996 році у тренера Марини Олегівни Амірханової. Після завершення кар'єри почав працювати дитячим тренером у китайському місті Сучжоу, що неподалік Шанхаю. Дуже підтримував захоплення сина його тато. Спеціалісти відзначають, що особливо вишуканими у виконанні Миколи були «метелики».
15 лютого 2020 року помер у Києві, за попередньою версією раптова зупинка серця уві сні.
Похований 19 лютого 2020 року у Києві на Байковому кладовищі.

## Результати та персональні рекорди

### Сезон 2010/2011
- WD — Чемпіонат України[4]

### Сезон 2009/2010
- 6 місце — Чемпіонат України
- Контрольні прокати збірної України

### Сезон 2008/2009
- 11 місце — Юніорський Чемпіонат світу (юніори)
- 1 місце — Юніорський Чемпіонат світу (юніори)
- 3 місце — Чемпіонат України
- 2 місце — Кубок України серед юніорів «Меморіал В. Б. Долгова» (юніори)
- 16 місце — Етап Юніорського Гран-прі John Curry Memorial (юніори)
- 10 місце — Етап Юніорського Гран-прі Madrid Cup (юніори)
- Контрольні прокати

### Сезон 2007/2008
- 14 місце — Юніорський Чемпіонат світу (юніори)
- 1 місце — Юніорський Чемпіонат України (юніори)
- 3 місце — Чемпіонат України
- 5 місце — Етап Юніорського Гран-прі Pokal der Blauen Schwerter (юніори)
- 10 місце — Етап Юніорського Гран-прі Vienna Cup (юніори)

### Сезон 2006/2007
- 3 місце — Чемпіонат України
- 9 місце — Етап Юніорського Гран-прі JGP Spin of Norway (юниоры)
- 13 місце — Етап Юніорського Гран-прі JGP Courchevel (юниоры)

### Сезон 2005/2006
- 14 місце — Етап Юніорського Гран-прі Baltic Cup (юніори)
- 10 місце — Етап Юніорського Гран-прі Skate Slovakia (юніори)